# Aneuretus simoni
Aneuretus simoni је инсект из реда Hymenoptera и фамилије Formicidae. 

## Угроженост
Ова врста је крајње угрожена и у великој опасности од изумирања.

## Распрострањење
Ареал врсте је ограничен на једну државу. 
Шри Ланка је једино познато природно станиште врсте.